# Oxalis tenuifolia
Oxalis tenuifolia är en harsyreväxtart som beskrevs av Nikolaus Joseph von Jacquin. Oxalis tenuifolia ingår i släktet oxalisar, och familjen harsyreväxter. Inga underarter finns listade i Catalogue of Life.